# Qaleh-ye Nows flygplats
Qaleh-ye Nows flygplats (persiska: فرودگاه قلعه نو) är en flygplats i Afghanistan. Den ligger i provinsen Badghis, i den nordvästra delen av landet, 600 kilometer väster om huvudstaden Kabul. Närmaste samhälle är provinshuvudstaden Qaleh-ye Now, just öster om flygplatsen.